# Rhinonapaea
Rhinonapaea is een vliegengeslacht uit de familie van de oevervliegen (Ephydridae).

## Soorten
- R. metallica (Cole, 1921)